# British Rail
British Rail (do 1968 roku British Railways) – byłe brytyjskie państwowe przedsiębiorstwo transportowe, główny przewoźnik kolejowy w Wielkiej Brytanii od końca lat 40. do lat 90. XX wieku.
Przedsiębiorstwo powstało w wyniku nacjonalizacji czterech brytyjskich spółek kolejowych zwanych „wielką czwórką”: Great Western Railway, London Midland and Scottish Railway, London and North Eastern Railway oraz Southern Railway, która nastąpiła w 1948 roku.
Początkowo British Railways były zarządzane przez British Transport Commission (Brytyjską Komisję Transportu), a w 1962 roku jej rolę przejęła British Railways Board, zarządzająca również przeprawami promowymi Sealink oraz siecią hoteli. Siedziba zarządu British Rail mieściła się w budynku dawnego hotelu Great Central (obecny hotel The Landmark), naprzeciw dworca Marylebone w Londynie. 
Począwszy od lat 50. XX wieku przeprowadzona została modernizacja kolei brytyjskiej. Parowozy stopniowo zastępowano lokomotywami spalinowymi, przeprowadzono elektryfikację i przebudowę sieci kolejowej oraz zastosowano nową sygnalizację kolejową. Jednocześnie British Rail skoncentrowało swą działalność na przewozach towarowych, likwidując w latach 60. w ramach projektu Beeching Axe blisko 1/3 wszystkich połączeń pasażerskich.
W latach 1994–1997 dokonano prywatyzacji kolei brytyjskich. Zdecydowana większość infrastruktury kolejowej została przejęta przez nowo utworzone przez rząd przedsiębiorstwo Railtrack, a miejsce British Rail zajęło 25 niezależnych przewoźników.